# Diphasiastrum sitchense
Diphasiastrum sitchense (зелениця ситська) — багаторічна, вічнозелена трав'яниста рослина родини плаунові (Lycopodiaceae). Видова назва вказує на Ситку.

## Опис
Горизонтальні стебла на поверхні субстрату або дрібно заглиблені, шириною 1–2.7 мм; листки притиснуті, широко ланцетні, 1.8–3.2 × 0.5–1 мм, вершини тупі. Підняті пагони згруповані й розгалужені переважно при основі, 5.5–17.5 см; листки притиснуті, широко ланцетні, 1.8–3.2 × 0.5–1 мм, верхівки загострені. Гілочки темно-зелені, дещо блискучі, круглі в поперечному перерізі, шириною 1.7–2.5 мм. Листки на гілочках мономорфні, вільна частина пластин 3.4–5.6 × 0.4–0.9 мм, найширше в середині, вершини різко загострені. Квітоніжки відсутні або рідко 1 см. Стробіли відокремлені у вертикальних пагонах 4.5–38 × 3–5 мм, поступово звужуються до закругленого наконечника. Спорофіли 1.8–3.6 × 1.7–2.8 мм, вершини округлі. 2n = 46.

## Поширення
Північна Америка (південь Ґренландії, північ США та південь Аляски, центральна й південна Канада, Сен-П'єр і Мікелон), Азія (Камчатка, Японія). Населяє альпійські луки, відкриті кам'янисті пустирі, хвойні ліси; на висотах 200–2000 м.